# جان هاسپرز
جان هاسپرز (۹ ژوئن ۱۹۱۸ – ۱۲ ژوئن، ۲۰۱۱) فیلسوف و فعال سیاسی بود که در سال ۱۹۷۲ اولین نامزد ریاست جمهوری از حزب لیبرترین شد.

## زندگی شخصی و تحصیلات
جان هاسپرز در ۱۲ ژوئن سال ۱۹۱۸ در پلا، آیووا، متولد شد.
او پسر دنا هلنا و جان ده گلدر هاسپرز است.
او فارغ‌التحصیل از دانشگاه آیووا و دانشگاه کلمبیا است. او در زمینه ی‌های مختلف از جمله:فلسفه، زیبایی شناسی، روان‌شناسی مقاله و کتاب دارد. او در کالج بروکلین فلسفه تدریس می‌کرد و سپس در دانشگاه کالیفرنیای جنوبی برای سال‌های طولانی به عنوان رئیس دپارتمان فلسفه و استاد بازنشسته مشغول بود.
در سال ۲۰۰۲ یک فیلم یک ساعته در مورد زندگی و کار و فلسفه هاسپرز توسط شرکت صندوق آزادی به عنوان بخشی از زندگی هاسپرز منتشر شد

## آثار
کتاب‌های هاسپرز عبارت‌اند از:
- معنا و حقیقت در هنر (۱۹۴۶)
- مقدماتی قرائت در زیبایی شناسی (۱۹۶۹)
- بیان هنری (۱۹۷۱)
- آزادی – فلسفه سیاسی برای فردا (۱۹۷۱)
- درک هنر (۱۹۸۲)
- قانون و بازار (۱۹۸۵)
- رفتار انسان (در حال حاضر ویرایش سوم، چاپ نخست ۱۹۹۵)
- مقدمه‌ای بر تحلیل فلسفی (در حال حاضر ویرایش چهارم، چاپ نخست ۱۹۹۶)

همچنین هاسپرز سردبیر سه مجله و روزنامه بود است؛ و از او بیش از ۱۰۰ مقاله در زمینه‌های مختلف علمی در مجلات مختلف به چاپ رسیده است.

## ۱۹۷۲ نامزد انتخابات ریاست جمهوری
هاسپرز در انتخابات ریاست جمهوری سال ۱۹۷۲ ایالات متحده آمریکا از سوی حزب تازه تشکیل شده حزب لیبرترین نامزد شد و موفق به کسب ۳٬۶۷۴ رای شد که بیشترین رای‌ها از ایالت کالیفرنیا بودند.